# Liste der Erzbischöfe von Sucre
Die folgenden Personen waren Bischöfe oder Erzbischöfe des heutigen Erzbistums Sucre:

## Bischöfe von La Plata o Charcas
- Tomás de San Martín OP, 27. Juni 1552–1559
- Domingo de Santo Tomás OP, 6. Juli 1562 – 28. Februar 1570
- Alfonso Granero de Ávalos, 9. Januar 1579–1585
- Alfonso de la Cerda OP, 6. November 1587 – 25. Juni 1592
- Alonso Ramírez Vergara OS, 17. Juni 1594 – 19. November 1602
- Luis López de Solís OESA, 18. Juli 1605 – 5. Juli 1606

## Erzbischöfe von La Plata o Charcas
- Alonso de Peralta, 19. Januar 1609–1616
- Jerónimo Tiedra Méndez OP, 14. November 1616–1623
- Hernando de Arias y Ugarte, 15. April 1624 – 29. Mai 1628, dann Erzbischof von Lima
- Francisco Sotomayor OFM, 5. Juni 1628 – 5. Februar 1630
- Francisco Vega Borja OSB, 9. Juli 1635 – 23. Juni 1644
- Pedro de Oviedo Falconi OCist, 21. August 1645 – 18. Oktober 1649
- Juan Alonso y Ocón, 17. Juli 1651 – 29. Juni 1656
- Gaspar de Villarroel OESA, 27. Januar 1659 – 15. Oktober 1665
- Bernardo de Izaguirre Reyes, 15. Juli 1669 – 17. März 1670
- Melchor de Liñán y Cisneros, 8. Februar 1672 – 14. Juni 1677, dann Erzbischof von Lima
- Cristóbal de Castilla y Zamora, 8. November 1677 – 7. Oktober 1683
- Bartolome Gonzalez y Poveda, 9. April 1685 – 26. November 1692
- Juan Queipo de Llano y Valdés, 19. April 1694–1709
- Diego Morcillo Rubio de Suñón de Robledo OSsT, 21. März 1714 – 12. Mai 1723, dann Erzbischof von Lima
- Juan de Necolalde, 12. Mai 1723 – 14. Mai 1724
- Luis Francisco Romero, 19. November 1725 – 28. November 1728
- Alonso del Pozo y Silva, 24. Juli 1730 – 22. Januar 1742
- Agustín Rodríguez Delgado, 22. Januar 1742 – 14. Juni 1746, dann Erzbischof von Lima
- Salvador Bermúdez y Becerra, 14. Juni 1746 – 29. Dezember 1747
- Gregorio de Molleda y Clerque, 4. September 1747 – 1. April 1756
- Bernardo de Arbiza y Ugarte, 20. März 1756 – 20. Oktober 1756
- Cayetano Marcellano y Agramont, 13. März 1758 – 28. August 1760
- Pedro Miguel Argandoña Pastene Salazar, 25. Januar 1762 – 11. August 1775
- Francisco Ramón Herboso y Figueroa OP, 16. September 1776 – 29. April 1782
- José Antonio Campos Julián OCD, 20. September 1784 – 25. März 1804
- Benito María de Moxó y Francolí OSB, 26. Juni 1805 – 11. April 1816
- Diego Antonio Navarro Martín de Villodras, 16. März 1818–1827
- José María Mendizábal, 24. Juli 1835–1855
- Manuel Ángel del Prado Cárdenas, 28. September 1855–1860
- Pedro José Puch y Solona, 13. Dezember 1861–1885
- Pedro José Cayetano de la Llosa CO, 14. November 1887 – 2. August 1897
- Miguel de los Santos Taborga, 25. Februar 1898 – 30. April 1906
- Sebastiano Francisco Pifferi OFM, 30. April 1906 – 4. Februar 1912
- Victor Arrién, 13. Januar 1914 – 14. Dezember 1922
- Luigi Francesco Pierini OFM, 31. Oktober 1923 – 11. November 1924

## Erzbischöfe von Sucre
- Luigi Francesco Pierini OFM, 11. November 1924 – 28. Oktober 1939
- Daniel Rivero Rivero, 3. Februar 1940 – 26. Oktober 1951
- Josef Clemens Kardinal Maurer CSsR, 27. Oktober 1951 – 30. November 1983
- René Fernández Apaza, 30. November 1983 – 16. April 1988, dann Erzbischof von Cochabamba
- Jesús Gervasio Pérez Rodríguez OFM, 6. November 1989 – 2. Februar 2013
- Jesús Juárez Párraga SDB, 2. Februar 2013 – 11. Februar 2020
- Ricardo Ernesto Centellas Guzmán, seit 11. Februar 2020